# Шаляпін Федір Іванович
Фе́дір Іва́нович Шаля́пін  (1 (13) лютого 1873 — 12 квітня 1938) — російський оперний співак (бас).

## Ранні роки
Народився у 1873 році, син селянина Вятської губернії. У 1890 році поступив в Уфі у хор трупи Семенова-Самарського. В 17-річному віці Шаляпіну випадково довелося дебютувати, як солісту, замінивши в опері Монюшко «Галька» захворілого артиста. Цей дебют виявився вдалим і Ф. Шаляпіну зрідка стали доручати невеликі оперні партії, наприклад Феррандо в «Трубадурі». У наступному році Шаляпін виступив у партії Невідомого в «Аскольдовій могилі» Верстовського.
Йому було запропоноване місце в уфимському земстві, але в Уфу приїхала українська трупа Деркача, до якої й примкнув Шаляпін. Мандри з нею привели його в Тифліс, де він вперше зміг серйозно розпочати працю над своїм голосом, завдяки співаку Д. А. Усатову. Шаляпін прожив у Тифлисі цілий рік, виконуючи в опері перші басові партії.
В 1893 році він перебрався до Москви, а в 1894 р. — до Петербурга, де співав в Аркадіі й Панаєвському театрі, у трупі Зазуліна. В 1895 р. він вийшов на сцену Маріїнского театру у Петербурзі й співав з успіхом партії Мефистофеля («Фауст» Ш. Гуно) і Руслана («Руслан і Людміла» М. Глінки).

## У Росії

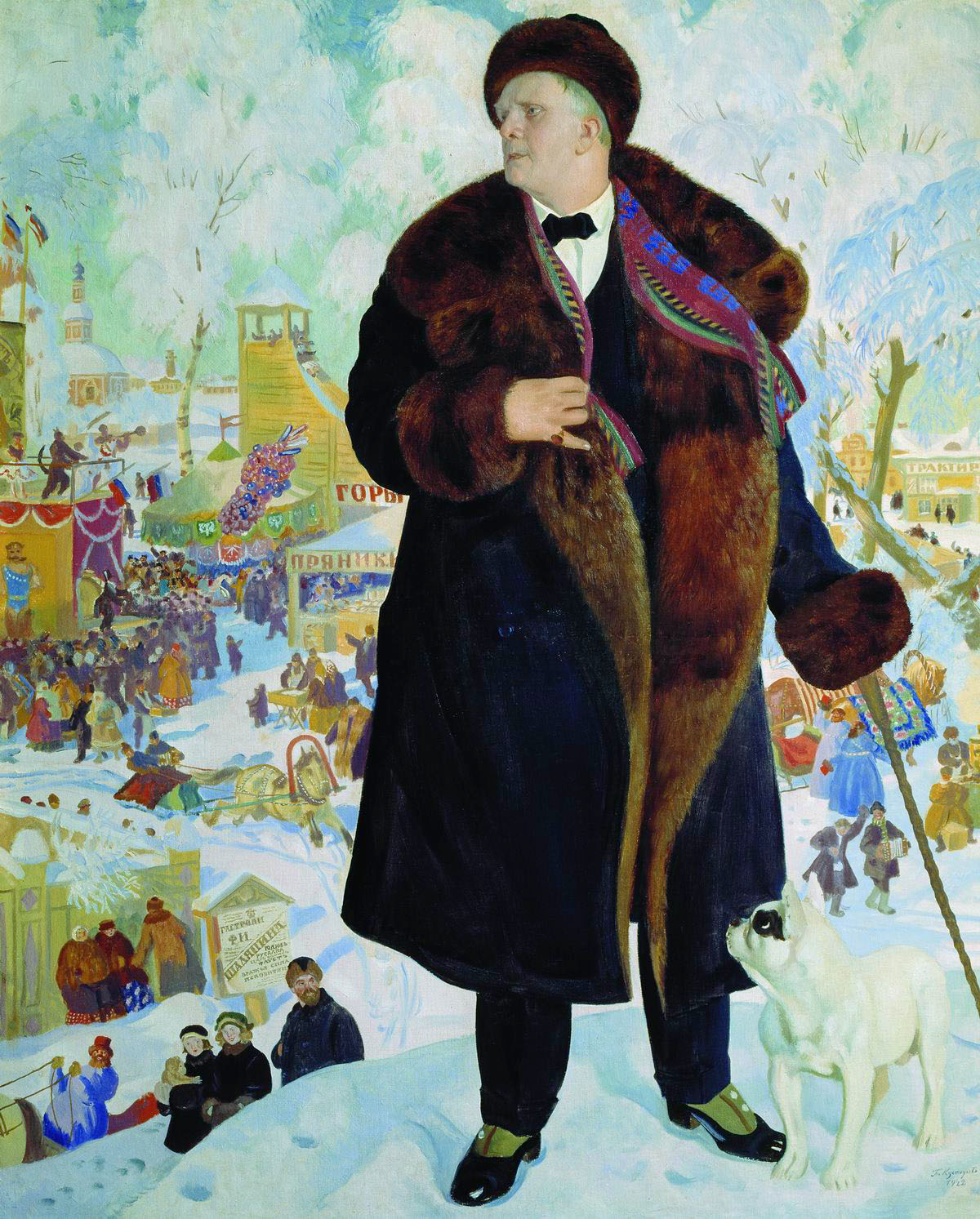
портрет роботи Б. М. Кустодієва

Різностороннє обдарування Шаляпіна проявило себе і в комічній опері «Таємний шлюб» Д. Чімарози, але все-таки не отримало належної оцінки. Згодом Шаляпіна помітив російський меценат С. І. Мамонтов та запросив його у свою приватну оперу в Москві. Відтоді (1896 р.) почалася блискуча творча діяльність Шаляпіна. Він співав в операх «Князь Игорь» О. П. Бородіна, «Псковитянка» М. А. Римского-Корсакова, «Русалка» О. С. Даргомижського, «Іван Сусанін» М. І. Глінки і в багатьох інших.
Ф. Шаляпін був високо оцінений у Мілані, де виступив у театрі «La Scala» у головній ролі «Мефистофеля» А. Бойто. Потім Шаляпін перейшов на сцену імператорської російської опери в Москві, де мав величезний успіх. Гастролі Шаляпіна в Петербурзі на Маріїнській сцені становили свого роду події в петербурзькому музичному світі.
29 квітня 1905 Ф. Шаляпін виступив у Києві з безкоштовним концертом для кількох тисяч робітників, де він вперше публічно виконав пісню «Дубінушка».
У 1912 році в шлюбі з Марією Петцольд народилася донька Марина.
Після Жовтневого перевороту повернувся до Маріїнського театру, де йому було доручено художнє керівництво. У сезоні 1918-19 проспівав близько 80 спектаклів; виступав із концертами перед робочою і червоноармійською аудиторією. У листопаді 1918 Рада Народних Комісарів присвоїла Шаляпіну звання народного артиста як «высокодаровитому выходцу из народа». 1919 Ф. Шаляпіна обрано до Директорії Маріїнського театру.

## За кордоном
Незважаючи на визнання на батьківщині, в 1922 Шаляпін покидає Росію. Виступав у США (зокрема в Метрополітен Опера, в Чикаго та інших містах), Парижі, Лондоні, Берліні, Барселоні, Мілані (Ла-Скала) та інших містах, брав участь у російських антрепризах (у тому числі в 1930-31 у спектаклях «Російської опери» Церетелі і В. Де Базиля «Князь Ігор», «Русалка» і «Борис Годунов»). Останній публічний виступ співака відбувся в 1937.
Ф. Шаляпін виступав також як оперний режисер, знімався в кіно (виконав головну роль у фільмі «Дон Кіхот», 1932, музика Ж. Ібера). Автор мемуарів «Сторінки з мого життя» (1917), «Маска й душа» (1932).
Помер у Парижі від лейкозу. В 1984 був перепохований на Новодівочому цвинтарі.

## Аудіо
- Арія Варязького гостя з опери "Садко"ⓘ, виконує Ф.Шаляпін